# Léo Schnug

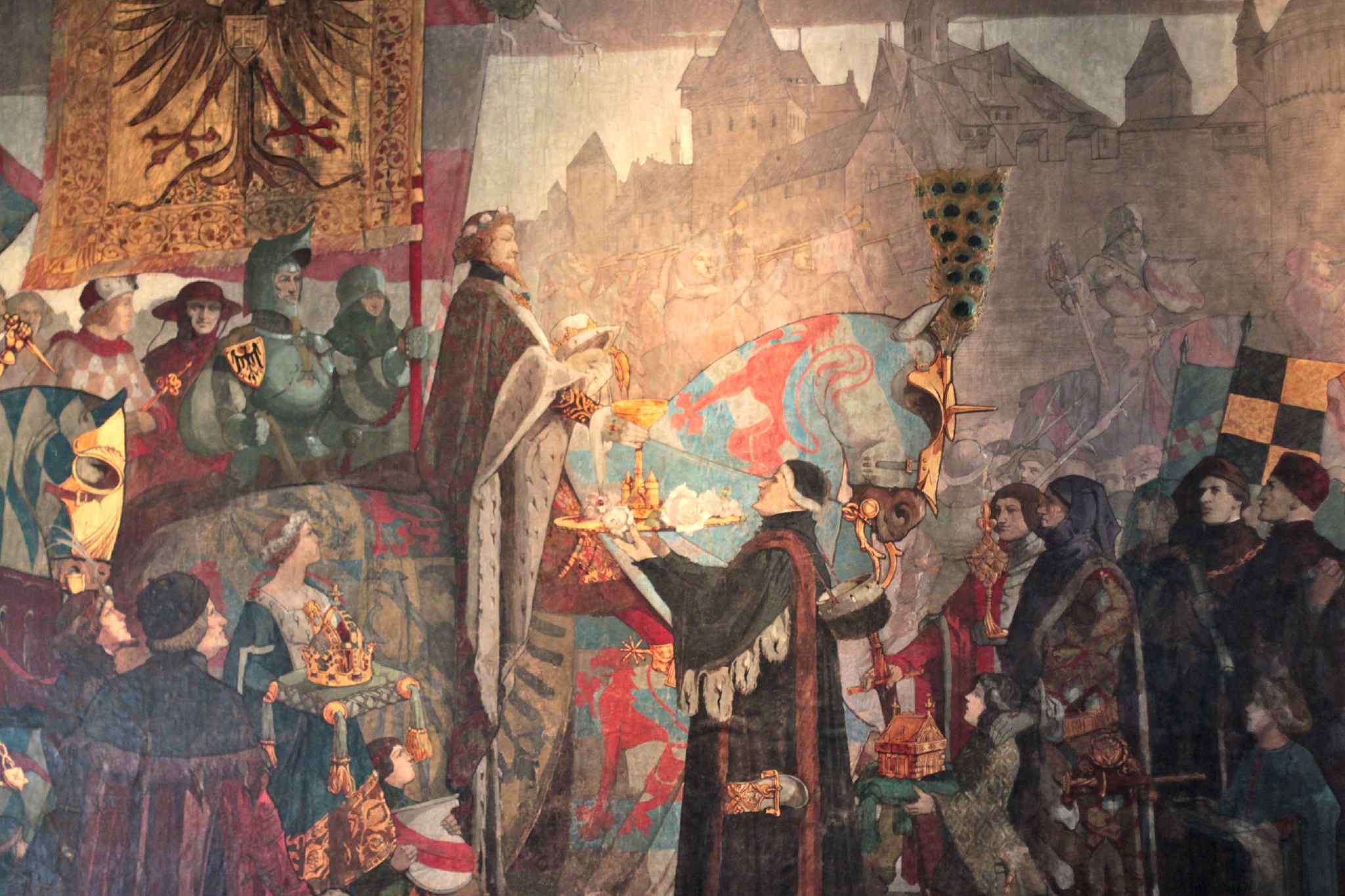
Entrada solemne de l'emperador Sigismond a Estrasburg l'any 1414, detall d'una pintura de 1904 de Léo Schnug. Alçada 3.45 m, amplada 8,37 m. Museu històric d'Estrasburg

Léo Schnug   (Estrasburg, 17 de febrer de 1878 - Brumath, 15 de desembre de 1933) va ser un pintor i il·lustrador alsacià d'ascendència alemanya.

## Biografia
Quan encara era molt jove, el seu pare, secretari judicial, va ser hospitalitzat per una malaltia mental. Per sobreviure, la seva mare va llogar habitacions a casa seva a intèrprets del teatre municipal i els vestits d'òpera que portaven amb ells es van convertir en una font d'inspiració.
Després d'uns anys a l'Escola d'Arts Decoratives d'Estrasburg, Anton Seder, un dels seus professors, va obtenir feina per a ell proporcionant il·lustracions a Gerlach & Schenk, una editorial vienesa. Aleshores només tenia disset anys. Els seus estudis van continuar a l'Acadèmia de Belles Arts de München, on va estudiar amb Nikolaos Gyzis.

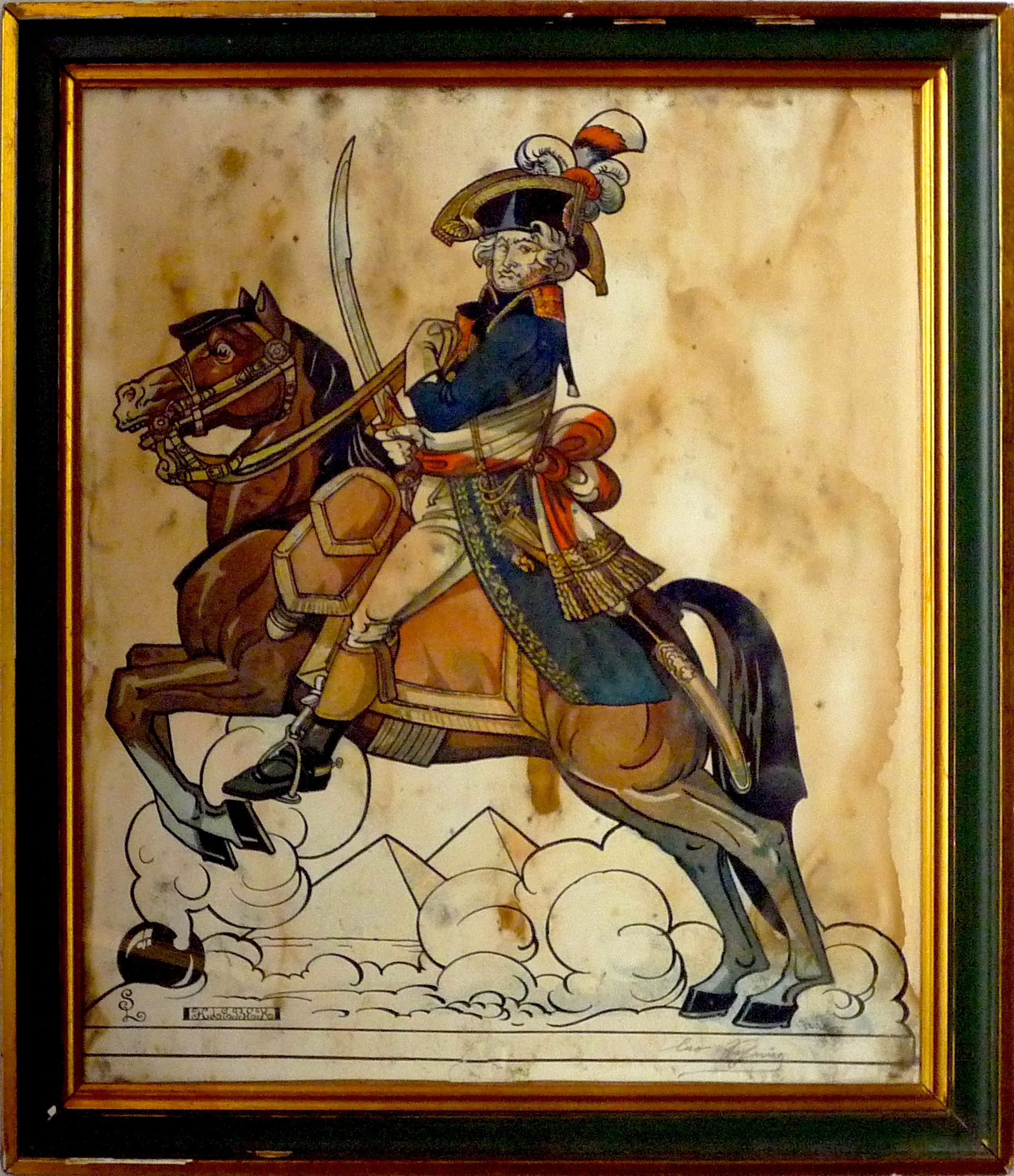
Jean-Baptiste Kléber (1908)

Més tard va tornar a Estrasburg i es va convertir en membre del Cercle de Saint-Léonard, on va aprendre la marqueteria de Charles Spindler i va treballar amb una col·lecció d'artistes alsacians, com Léon Hornecker, Henri Loux, Alfred Marzolff, Georges Ritleng, Joseph Sattler, Lothar von Seebach i Émile Schneider. Va estar molt influenciat pels temes modernistes i medievals.

### Alcoholisme
En esclatar la Primera Guerra Mundial, es va allistar com a sergent a l'exèrcit alemany. El seu consum excessiu d'alcohol va provocar diverses reprimendes. Havia de rebre un càstig més sever, però va ser salvat per la intervenció de Guillem II, que l'havia honorat amb l'Ordre de l'Àguila Vermella pel seu treball en la restauració del castell del Haut-Kœnigsbourg. Finalment, va començar a pagar les seves factures a les tavernes locals dibuixant petits esbossos a les taules.

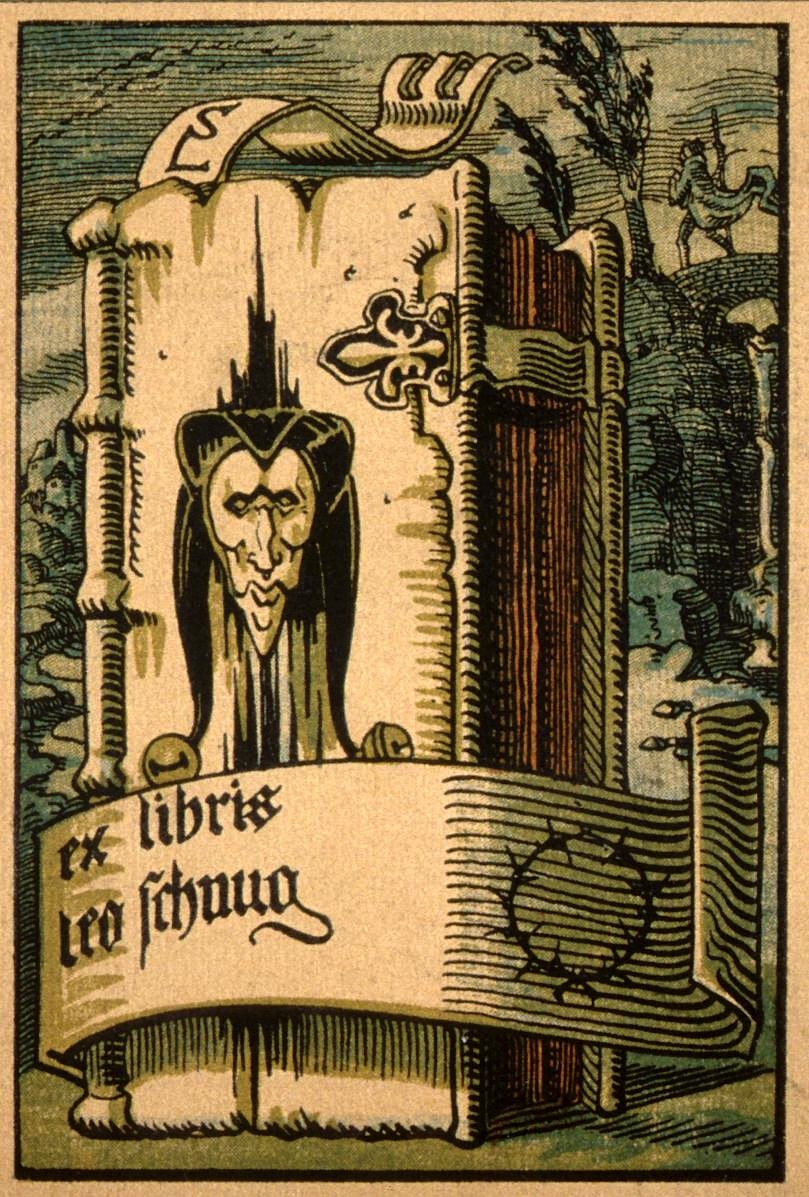
Exlibris, c.1900

La seva salut va començar a decaure ràpidament després de la guerra. De 1918 a 1919, va ingressar voluntàriament a Stephansfeld (l'hospital psiquiàtric on estava el seu pare) per a la rehabilitació. Quan el seu pare va morir el 1919, la seva crisi va empitjorar. Aleshores, quan la seva mare va morir el 1921, va passar una estona als Hospices Civil d'Estrasburg, però va patir una avaria completa el 1924 i va ser involuntàriament compromès amb Stephansfeld. Hi va romandre fins a la seva mort el 1933.
A més de la seva obra artística habitual, també va dissenyar vestuari, decorats i diversos accessoris per a diversos esdeveniments públics. Un carrer de Lampertheim (on va créixer) va rebre el seu nom en el seu honor i un retrat seu es troba a l'escala de l'Ajuntament.